# Passauer Straße (Berlin)
Die Passauer Straße ist eine in der Berliner City West gelegene Wohn- und Geschäftsstraße. Sie wurde 1892 angelegt und verläuft als Verbindungsstraße zwischen Tauentzienstraße und Lietzenburger Straße, bis 1957 reichte sie weiter südlich bis zur Geisbergstraße. Ein besonderes Gepräge findet sie bis in die Gegenwart durch das anliegende Kaufhaus des Westens (KaDeWe) und als Stätte jüdischer Religion und Kultur. In der Zeit vor dem Zweiten Weltkrieg war sie darüber hinaus auch ein Ort moderner Literatur sowie exilrussischen Lebens.

## Die Straße der Vorkriegszeit

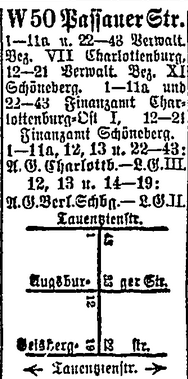
Schema des Straßenverlaufs mit Hausnummern,
Berliner Adressbuch, 1926

### Namensgebung, Beschreibung
Die Passauer Straße wurde im ersten Berliner Bebauungsplan, dem Hobrecht-Plan von 1862, der viele der umliegenden Straßen skizziert, noch nicht ausgewiesen. 1892 wurde sie dann angelegt und nach der bayerischen Stadt Passau benannt. Zu dieser Zeit war sie rund 550 m lang und reichte über die Augsburger Straße bis zur Geisbergstraße, nach Anlage der Bamberger Straße um 1900 ging sie in diese über. Verwaltungstechnisch gehörte sie damals zu drei Bezirken, nämlich Schöneberg, Charlottenburg und Wilmersdorf.
Im Jahr 1898 eröffnete Hans Schwarzkopf in der Passauer Straße eine Drogeriewaren- und Parfümeriehandlung. Mit seiner Erfindung eines Shampoos in Pulverform um 1903 legte er den Grundstein für das Haarkosmetik-Unternehmen Schwarzkopf. Kurz darauf wurde 1905 ein Jahrzehnt nach der Anlage der Straße ein großer Teil der Mietshäuser auf der Ostseite hin zur Tauentzienstraße wieder abgerissen, um so dem Neubau des KaDeWe Raum zu schaffen.
Vor allem in den 1920er Jahren war die Passauer Straße Teil von Charlottengrad (1918–1941 Synonym für Charlottenburg), dem von Exil-Russen geprägten Berlin zwischen Wittenbergplatz, Nollendorfplatz und Viktoria-Luise-Platz, in den Worten von Andrej Belyi: „Man zog in die Passauer Straße, Ecke Wittenbergplatz, gegenüber vom berühmten Kadewe …“ In der Passauer Straße ansässig waren ein russisches Delikatessengeschäft, eine russische Bar, der Verein russischer Immigranten, das russische Modehaus Petersburg, eine russische Pension und eine russische Leihbibliothek. In der Passauer Straße 37a stand das Lokal scherkess. Selbst eine französischsprachige Buchhandlung, das Maison du livre francais in der Passauer Straße 39a, wurde von einem Exilanten aus Russland betrieben und richtete sich über die Zeit ihres Bestehens von 1923 bis 1933 auch vornehmlich an gebildete Russen.
Mitte der 1920er Jahre befand sich in der Passauer Straße „des Türken Mahir Sportschuppen“, ein früher Fitnessclub, in dem prominente Gäste wie Vicki Baum, Tilla Durieux oder Marlene Dietrich sich mit Gymnastik körperlich fit hielten.
Ab 1932 hatte der Architekt Hans Scharoun ein Büro in der Passauer Straße 4. Es brannte bei einem alliierten Luftangriff im Jahr 1943 vollständig aus.

### Literarisches Leben der Vorkriegszeit
In der Passauer Straße 23 lebte bereits 1905 der Indologe Richard Pischel. In den 1920er Jahren lebten vor allem südlich der Kreuzung mit der Augsburger Straße zahlreiche bedeutende Schriftsteller, auch einige Verlagshäuser fanden hier ihren Sitz.
In der Passauer Straße 19 wohnte von 1917 an bis Mitte der 1920er Jahre Gottfried Benn mit seiner Familie. Nach dem Tod seiner Ehefrau bot die Wohnung auch Gästen Raum, so zum Beispiel dem Schriftsteller Klabund und seiner Ehefrau, der Schauspielerin Carola Neher. Benns spätere Geliebte, die Schriftstellerin Ursula Ziebarth, lebte für kurze Zeit in einer Pension in der Straße im Oktober 1954.

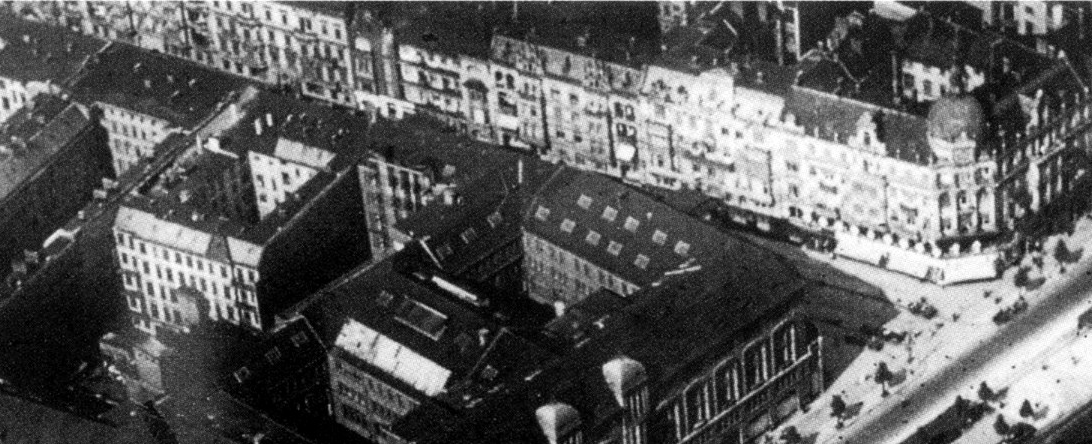
Die Passauer Straße 1920, rechts unten die Tauentzienstraße, unten Mitte das KaDeWe

Vladimir Nabokov lebte von 1926 bis Anfang 1929 mit seiner Frau in zwei Zimmern in der Passauer Straße 12. In seinem ersten englischsprachigen Roman Das wahre Leben des Sebastian Knight aus dem Jahr 1941 eröffnet er mit den Worten „Große, nasse Schneeflocken trieben schräg über die Passauer Straße im Berliner Westen, als ich auf ein häßliches altes Haus zuging, das zur Hälfte hinter einer Gerüstmaske versteckt war …“ eine Szene, in der der Protagonist bei der Suche nach einer Augenzeugin auf die Aufbahrung derselben stößt.
Von 1926 an hatte der Malik-Verlag seinen Sitz in der Passauer Straße 3. Im selben Haus hatte bereits zu Anfang der 1920er Jahre der russische Romancier Andrej Belyi gelebt. Die Passauer Straße 8/9 war von 1929 bis 1935 Adresse des Rowohlt Verlags, bevor er in die Eislebener Straße weiterzog. Die dort verlegte Literarische Welt hatte ihre Redaktion in der Passauer Straße 34.
Im September 1930 lebte Antonin Artaud in der Passauer Straße 10. Zu dieser Zeit lernte er Georg Wilhelm Pabst kennen und wirkte in den Wochen danach an dessen Film Die Dreigroschenoper mit.
In der Passauer Straße eröffneten Françoise Frenkel und Simon Raichenstein 1921 La Maison du Livre français, die erste französische Buchhandlung der Stadt.

## Vom Zweiten Weltkrieg bis zur Gegenwart
Als unmittelbar hinter der Tauentzienstraße gelegene Straße erfuhr die Passauer Straße im Zweiten Weltkrieg schwere Schäden. Bei Kriegsende war die Bebauung zum Tauentzien hin ausgebombt, der Straßenzug zwischen der Kreuzung Augsburger Straße und Geisbergstraße vollends zerstört, nur dazwischen blieben noch einige wenige Häuser erhalten, unter ihnen die Passauer Straße 4, der Sitz des Synagogenvereins.
Der südliche Abschnitt hinter der Kreuzung Augsburger Straße wurde durch die Verlängerung der Lietzenburger Straße als Teil der geplanten Südtangente abgetrennt und am 20. März 1957 in Ettaler Straße umbenannt. Seitdem verläuft die rund 320 m lange Passauer Straße nur noch als Verbindungsstraße zwischen Tauentzien- und Lietzenburger Straße und gehört administrativ zu Schöneberg.
Die Passauer Straße ist heute Geschäfts- und Wohnstraße, vornehmlich geprägt durch die Seiteneingänge und Parkhäuser des KaDeWe. Neben diesem dominiert eine architektonisch auffällige größere Seniorenresidenz von hotelartigem Charakter das Straßenbild, die 1999 bis 2000 vom Architektenbüro Hilmer & Sattler und Albrecht errichtet wurde.
Die weitere Wohnbebauung findet sich vornehmlich in der südlichen Hälfte konzentriert. Daneben gibt es einige Einzelhändler, darunter mehrere mit russischem Hintergrund, nennenswert ist die Präsenz des angeblich ältesten Hundefachgeschäft Berlins (seit 1890 in Familienbesitz).

## Jüdische Religion und Kultur in dieser Straße

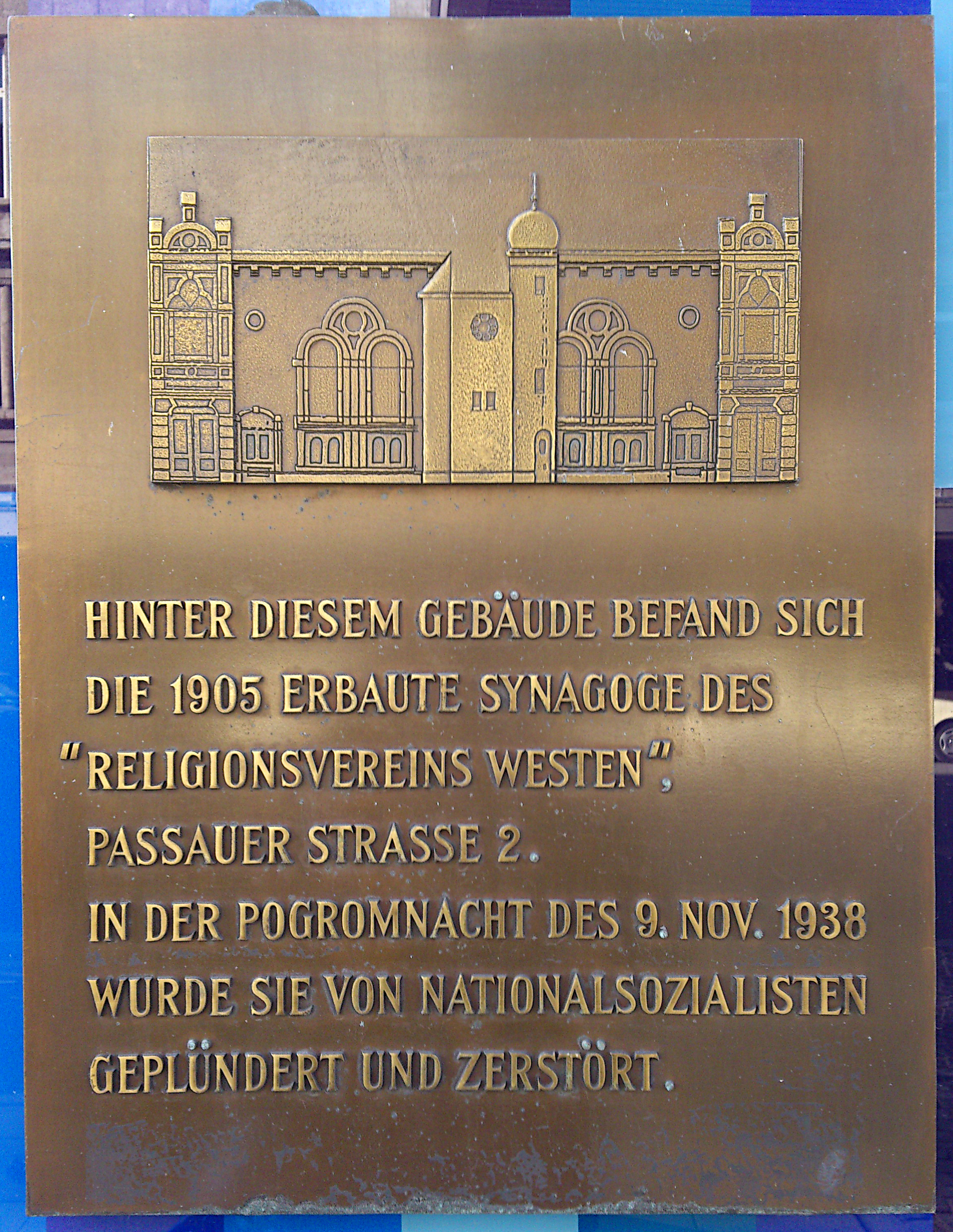
Gedenktafel an der Passauer Straße 2

In ihrer gesamten Geschichte ist die Passauer Straße stets ein Ort jüdischen Lebens in Berlin gewesen. Bereits 1894 wurde in der Passauer Straße 4 der Synagogenverein Passauer Straße e. V. (oder Religionsverein Westen) gegründet. 1905 errichtete der Verein in der Passauer Straße 2 eine Synagoge mit 300 Sitzplätzen. Als Rabbiner wirkten dort u. a. von 1917 bis 1931 Hartwig Naphtali Carlebach und von 1931 bis 1938 Alexander Altmann. In der Pogromnacht 1938 zerstörte der Mob diese Synagoge, plünderte sie und zerriss die Torarollen. Die bereits beschädigte Synagoge wurde im Krieg weiter zerstört und wurde 1950–1951 abgerissen. Der Holocaust dokumentiert sich an sechs Stolpersteinen vor den Hausnummern 2 und 3 sowie einem Stolperstein, der vor der Lietzenburger Straße 20b, damals Passauer Straße 33, an den im KZ Neuengamme ermordeten Fritz Pfeffer erinnert.
Im Jahr 1992 wurde eine Gedenktafel am KaDeWe-Parkhaus angebracht, das an der Stelle der ehemaligen Synagoge steht und an das Pogrom im Jahr 1938 erinnert. Seit 2006 befindet sich in der Passauer Straße eine sephardische Synagoge. Ihr Rabbiner Reuven Yaacobov hat hier ebenso seinen Sitz wie der Rabbiner Y. Ehrenberg der Synagoge Joachimstaler Straße. Neben religiösen Institutionen haben auch weltliche jüdische Organisationen in der Passauer Straße 4 ihren Sitz, das Spektrum reicht von Einzelhändlern, Erfinderclubs, B’nai-B’rith-Logen und einem Keren-Hajessod-Büro bis zum deutsch-jüdischen Sportverein TuS Makkabi Berlin.

## Nachweise
1. ↑  
Übersichtskarte des Bebauungsplanes der Umgebungen Berlins. Der Bebauungsplan in Roth entworfen und vierfach ausgefertigt für das Kgl. Polizei-Präsidium, dem Magistrat von Charlottenburg. Berlin 1862, online
2. 1 2 3  
Passauer Straße. In: Straßennamenlexikon des Luisenstädtischen Bildungsvereins (beim Kaupert)
3. 1 2  
Messung anhand Maps Labs-Entfernungsmesser. Google Maps; abgerufen am 3. März 2013.
4. ↑  
Berlin. In: Brockhaus Konversations-Lexikon. 14. Auflage. Band 2: Astrachan – Bilk. Brockhaus, Leipzig 1894, S. 792 (retrobibliothek.de – Tafeln: 792a). (Karte: Quadrant B7)
5. ↑  
Bamberger Straße. In: Straßennamenlexikon des Luisenstädtischen Bildungsvereins (beim Kaupert)
6. ↑  
Pharus Plan Berlin. 1906.  (Seite nicht mehr abrufbar, festgestellt im Mai 2019. Suche in Webarchiven)  Info: Der Link wurde automatisch als defekt markiert. Bitte prüfe den Link gemäß Anleitung und entferne dann diesen Hinweis. alt-berlin.info; abgerufen am 3. März 2013.
7. ↑  
Christian Simon: „Es war in Schöneberg im Monat Mai …“ Schöneberg im Wandel der Geschichte. 1998, ISBN 3-930863-37-5, S. 47.
8. ↑  
Brigitte Werneburg: Superzeichen in Gold, taz, 12. Oktober 2007, S. 16.
9. 1 2 3  
Fred Oberhauser, Nicole Henneberg: Literarischer Führer Berlin. 1998, ISBN 3-458-33877-2, S. 414–415.
10. ↑  
Jörg Plath: Das KaDeWe lag mal in Petersburg. In: taz, Berlin lokal, 18. März 1995, S. 35.
11. ↑  
Hans Manfred Bock: Französische Kultur im Berlin der Weimarer Republik. 2005, ISBN 3-8233-6181-3, S. 158–161.
12. ↑  
Dietrich Nummert: Als hielten alle den Atem an. In: Berlinische Monatsschrift (Luisenstädtischer Bildungsverein). Heft 11, 2000, ISSN 0944-5560, S. 59 (luise-berlin.de).
13. ↑  
Johann Friedrich Geist, Klaus Kürvers, Dieter Rausch: Hans Scharoun. Chronik zu Leben und Werk. ISBN 3-88331-974-0, 1993, S. 84 und 148.
14. ↑  
International India Exploration Society. In: Zeitschrift für vergleichende Sprachforschung auf dem Gebiete der Indogermanischen Sprachen, 1905, 38. Band, 4. Heft, S. 564.
15. ↑  
Holger Hof (Hrsg.): Benn – Sein Leben in Bildern und Texten. ISBN 978-3-608-95345-9, 2007, S. 111–112.
16. ↑  
Gottfried Benn: Hernach – Gottfried Benns Briefe an Ursula Ziebarth. ISBN 978-3-89244-488-6, 2001, S. 59.
17. ↑  
Dieter E. Zimmer: Vladimir Nabokov’s Whereabouts (Homes & Haunts). dezimmer.net; abgerufen am 3. März 2013.
18. ↑  
Vladimir Nabokov: Das wahre Leben des Sebastian Knight. 1999, ISBN 3-499-22545-X, S. 171.
19. ↑  
Doris Danzer: Zwischen Vertrauen und Verrat. ISBN 3-89971-939-5, 2012, S. 164.
20. 1 2  
Michael Bienert: Mit Brecht durch Berlin. ISBN 3-458-33869-1, 1998, S. 62–64.
21. ↑  
Chronik 1908–1930. 1929. Rowohlt Verlag, abgerufen am 21. August 2022.
22. ↑  
Chronik 1931–1949. 1935. Rowohlt Verlag, abgerufen am 21. August 2022.
23. ↑  
Antonin Artaud: Selected Writings. ISBN 978-0-520-06443-0, 1988, S. 177.
24. ↑  
Gebäudeschäden 1945. (Memento des Originals vom 18. Dezember 2015 im Internet Archive)  Info: Der Archivlink wurde automatisch eingesetzt und noch nicht geprüft. Bitte prüfe Original- und Archivlink gemäß Anleitung und entferne dann diesen Hinweis. Verlag: B. Aust i. A. des Senators für Stadtentwicklung und Umweltschutz, alt-berlin.info; abgerufen am 12. März 2013.
25. ↑  
Kristin Brinker: Das Bild vom Alter und dessen Einfluss auf die Wohnformen für ältere Menschen im 20. Jahrhundert in Deutschland. 2005, ISBN 3-86504-150-7, S. 343–344.
26. ↑  
Thekla Vennebusch: Berlin auf vier Pfoten. ISBN 3-89740-430-3, 2004, S. 120.
27. ↑  
Eike Geisel, Carolin Hilker-Siebenhaar: Wegweiser durch das jüdische Berlin. 1987, ISBN 3-87584-165-4, S. 176.
28. ↑  
Carsten Wilke, Katrin Nele Jansen: Biographisches Handbuch der Rabbiner. ISBN 3-598-44107-X, 2004, S. 7 bzw. 115.
29. ↑  
Anonymus: Synagogenzerstörungen in Berlin am 9. November 1938. In: taz, Berlin lokal, 9. November 1990, S. 23.
30. ↑  
Mahnmal „Flammenwand“ – Synagogen Berlins. In: Gedenktafelverzeichnis des Luisenstädtischen Bildungsvereins; abgerufen am 12. März 2013.
31. ↑  
aku: Gedenken und Mahnen. In: taz, Berlin lokal, 6. November 1992, S. 28.
32. ↑  
Tiferet Israel – Jüdische Gemeinde zu Berlin. jg-berlin.org; abgerufen am 25. Februar 2013.
33. ↑  
Rabbiner – Jüdische Gemeinde zu Berlin. jg-berlin.org; abgerufen am 26. Februar 2013.
34. ↑  
Jüdisches Berlin. berlin-judentum.de; abgerufen am 12. März 2013.

Koordinaten: 52° 30′ 3,5″ N, 13° 20′ 23,3″ O